# Kew Jaliens
Kew Jaliens (wym. [ˈkju jɐ.ˈlins], ur. 15 września 1978 w Rotterdamie) – holenderski piłkarz grający na pozycji obrońcy.

## Kariera klubowa
Jaliens rozpoczynał karierę w klubach: Saqu Boys oraz Capelle i DVC. Jego pierwszym profesjonalnym zespołem była Sparta Rotterdam. 25 maja 1997 roku Jaliens zadebiutował w jej barwach w Eredivisie, w meczu z FC Groningen. W kolejnych sezonach Jaliens stał się podstawowym obrońcą Sparty. W 1999 roku przeszedł do drużyny Willem II Tilburg, w którym także był podstawowym obrońcą. W 2004 roku trafił do klubu AZ Alkmaar. W sezonie 2004/2005 Jaliens przyczynił się do awansu tego klubu do półfinału Pucharu UEFA, a w następnym (2005/2006) zdobył z AZ Alkmaar wicemistrzostwo Holandii. W sezonie 2008/2009 wygrał z AZ rozgrywki Eredivisie.
26 stycznia 2011 roku został zawodnikiem Wisły Kraków, z którą podpisał 2,5-letni kontrakt. Jaliens od razu stał się podstawowym środkowym obrońcą krakowskiego zespołu i przyczynił się do wygrania przez Wisłę rozgrywek Ekstraklasy w sezonie 2010/2011. Pierwszego gola dla Wisły w najwyższej klasie rozgrywkowej strzelił w trakcie następnego sezonu, 3 marca 2012 roku, w wygranym 2:0 meczu z Lechią Gdańsk.
W latach 2013–2015 był zawodnikiem australijskiego Newcastle. Następnie występował w Melbourne City, gdzie w 2015 roku zakończył karierę.

## Kariera reprezentacyjna
1 marca 2006 roku Jaliens zadebiutował w reprezentacji w wygranym 1:0 spotkaniu z Ekwadorem. Marco van Basten powołał Jaliensa do kadry na Mistrzostwa Świata w Niemczech. Zagrał tam jedynie w grupowym meczu z Argentyną (0:0), a z Holandią odpadł w 1/8 finału.
W 2008 roku Jaliens reprezentował Holandię na Letnich Igrzyskach Olimpijskich w Pekinie. Wystąpił w pełnym wymiarze czasowym we wszystkich trzech spotkaniach grupowych. Holandia w ćwierćfinale przegrała z Argentyną, ale piłkarz nie mógł wystąpić w tym meczu z powodu nadmiaru żółtych kartek.

## Statystyki
(stan na 2 czerwca 2013)
| Klub              | Sezon             | Liga              | Liga  | Liga   | Puchary krajowe | Puchary krajowe | Puchary europejskie | Puchary europejskie | Baraże | Baraże | Suma  | Suma   |
| Klub              | Sezon             | Liga              | Mecze | Bramki | Mecze           | Bramki          | Mecze               | Bramki              | Mecze  | Bramki | Mecze | Bramki |
| ----------------- | ----------------- | ----------------- | ----- | ------ | --------------- | --------------- | ------------------- | ------------------- | ------ | ------ | ----- | ------ |
| Sparta Rotterdam  | 1996–1997         | Eredivisie        | 2     | 0      | –               | –               | –                   | –                   | –      | –      | 2     | 0      |
| Sparta Rotterdam  | 1997–1998         | Eredivisie        | 32    | 3      | 1               | 0               | –                   | –                   | –      | –      | 33    | 3      |
| Sparta Rotterdam  | 1998–1999         | Eredivisie        | 32    | 0      | 4               | 1               | –                   | –                   | 4      | 0      | 40    | 1      |
| Sparta Rotterdam  | 1999–2000         | Eredivisie        | 2     | 1      | 2               | 0               | –                   | –                   | –      | –      | 4     | 1      |
| Willem II Tilburg | 1999–2000         | Eredivisie        | 22    | 0      | 1               | 0               | 5                   | 0                   | –      | –      | 28    | 0      |
| Willem II Tilburg | 2000–2001         | Eredivisie        | 31    | 2      | 2               | 0               | –                   | –                   | –      | –      | 33    | 2      |
| Willem II Tilburg | 2001–2002         | Eredivisie        | 29    | 0      | 3               | 0               | –                   | –                   | –      | –      | 32    | 0      |
| Willem II Tilburg | 2002–2003         | Eredivisie        | 32    | 1      | 2               | 1               | 5                   | 1                   | –      | –      | 39    | 3      |
| Willem II Tilburg | 2003–2004         | Eredivisie        | 33    | 1      | 4               | 0               | 2                   | 0                   | –      | –      | 39    | 1      |
| AZ Alkmaar        | 2004–2005         | Eredivisie        | 22    | 1      | 0               | 0               | 9                   | 1                   | –      | –      | 31    | 2      |
| AZ Alkmaar        | 2005–2006         | Eredivisie        | 30    | 0      | 2               | 0               | 7                   | 1                   | 2      | 1      | 41    | 2      |
| AZ Alkmaar        | 2006–2007         | Eredivisie        | 28    | 1      | 3               | 0               | 11                  | 0                   | 4      | 0      | 46    | 1      |
| AZ Alkmaar        | 2007–2008         | Eredivisie        | 30    | 2      | 1               | 0               | 6                   | 1                   | –      | –      | 37    | 3      |
| AZ Alkmaar        | 2008–2009         | Eredivisie        | 24    | 1      | 3               | 0               | –                   | –                   | –      | –      | 27    | 1      |
| AZ Alkmaar        | 2009–2010         | Eredivisie        | 24    | 0      | 2               | 0               | 5                   | 0                   | –      | –      | 31    | 0      |
| AZ Alkmaar        | 2010–2011         | Eredivisie        | 8     | 0      | 3               | 0               | 7                   | 1                   | –      | –      | 18    | 1      |
| Wisła Kraków      | 2010–2011         | Ekstraklasa       | 12    | 0      | 2               | 0               | –                   | –                   | –      | –      | 14    | 0      |
| Wisła Kraków      | 2011–2012         | Ekstraklasa       | 19    | 1      | 4               | 0               | 11                  | 0                   | –      | –      | 34    | 1      |
| Wisła Kraków      | 2012–2013         | Ekstraklasa       | 15    | 0      | 4               | 0               | –                   | –                   | –      | –      | 19    | 0      |
| Suma              | Sparta Rotterdam  | Sparta Rotterdam  | 68    | 4      | 7               | 1               | –                   | –                   | 4      | 0      | 79    | 5      |
| Suma              | Willem II Tilburg | Willem II Tilburg | 147   | 4      | 12              | 1               | 12                  | 1                   | –      | –      | 171   | 6      |
| Suma              | AZ                | AZ                | 166   | 5      | 14              | 0               | 45                  | 4                   | 6      | 1      | 231   | 10     |
| Suma              | Wisła Kraków      | Wisła Kraków      | 46    | 1      | 10              | 0               | 11                  | 0                   | –      | –      | 67    | 1      |

## Osiągnięcia

### Klubowe
AZ Alkmaar
- Eredivisie: 2008/09
- Superpuchar Holandii: 2009

Wisła Kraków
- Ekstraklasa: 2010/11